# جت اوییشن
جت اوییشن (به انگلیسی: Jet Aviation) یک شرکت هواپیمایی با کد یاتا PP است که در تاریخ ۱۹۶۷ میلادی تأسیس شده است. دفتر مرکزی جت اوییشن در زوریخ، سوئیس واقع شده‌است و قطب این شرکت هواپیمایی در فرودگاه زوریخ قرار دارد.